# Willy Vlautin
Willy C. Vlautin (Reno, 1967. –) amerikai író, zenész és dalszerző. A portlandi Richmond Fontaine rockegyüttes énekese, gitárosa és dalszerzője volt (1994–2016), jelenleg pedig a The Delines tagja. A nevadai Renóban született és nőtt fel, a kilencvenes évek közepe óta Richmond Fontaine-nel 14 stúdióalbumot adott ki, miközben hat regényt írt.

## Pályafutása

### Zene
Vlautin először énekesként, gitárosként és dalszerzőként aratott sikert a Richmond Fontaine alt-country csoportban. Tizenegy stúdióalbumot rögzítettek, és sokat turnéztak Európában, ahol különösen népszerűek, valamint Ausztráliában és az Egyesült Államokban, mielőtt 2016-ban feloszlottak. Vlautin jelenleg a The Delines tagja. 2008 decemberében kiadta az A Jockey's Christmas című spoken word EP-t, amelyet 2019 októberében debütáló szólóalbuma, a The Kill Switch követett.
Később Vlautin prózai művében számos utalás jelent meg Richmond Fontaine dalaira. Northline című regénye a Winnemucca albumuk egyik daláról kapta a nevét, a főszereplő pedig az "Allison Johnson"-ról, a Post to Wire album egyik dalának címéről kapta a nevét. Mind dalszövegében, mind fikciójában visszatérő helyszínként szerepel a Reno-i Fitzgerald Hotel.

### Elismerések
2007-ben megkapta az Ezüst Toll-díjat a University of Nevada Reno Friends of the University Library-től, és 2016-ban bekerült a Nevadai Halhatatlan Írók Csarnoka tagságába.

### Befolyások
Vlautin olyan írókra hivatkozott, mint John Steinbeck, Raymond Carver, Barry Gifford, Sam Shepard és William Kennedy. Dalszerzőként Tom Waits, Shane MacGowan, John Doe és az ausztrál zenész, Paul Kelly munkái ihlették.

## Magánélete
Vlautin Scappoose-ban él feleségével, kutyájával, macskáival és lovaival.

## Könyvei
- The Motel Life (2006) ISBN 978-0-571-22808-9
- Northline (2008) ISBN 9780571250134
- Lean on Pete (2010) ISBN 9780571258550
- The Free  (2014) ISBN 9780062276742
- Don't Skip Out On Me (2018) ISBN 9780571301669
- The Night Always Comes (2021) ISBN 9780571361939

### Magyarul megjelent
- Ne hagyj cserben! (Don't Skip Out on Me) –  Helikon, Budapest, 2021 · ISBN 978-963-479-169-0 · fordította: M. Nagy Miklós

## Egyéb információk
- Honlapja
- Diszkográfia

## Fordítás
- Ez a szócikk részben vagy egészben  a   Willy Vlautin című angol Wikipédia-szócikk fordításán alapul.  Az eredeti cikk szerkesztőit annak laptörténete sorolja fel. Ez a jelzés csupán a megfogalmazás eredetét és a szerzői jogokat jelzi, nem szolgál a cikkben szereplő információk forrásmegjelöléseként.